# Gerricus

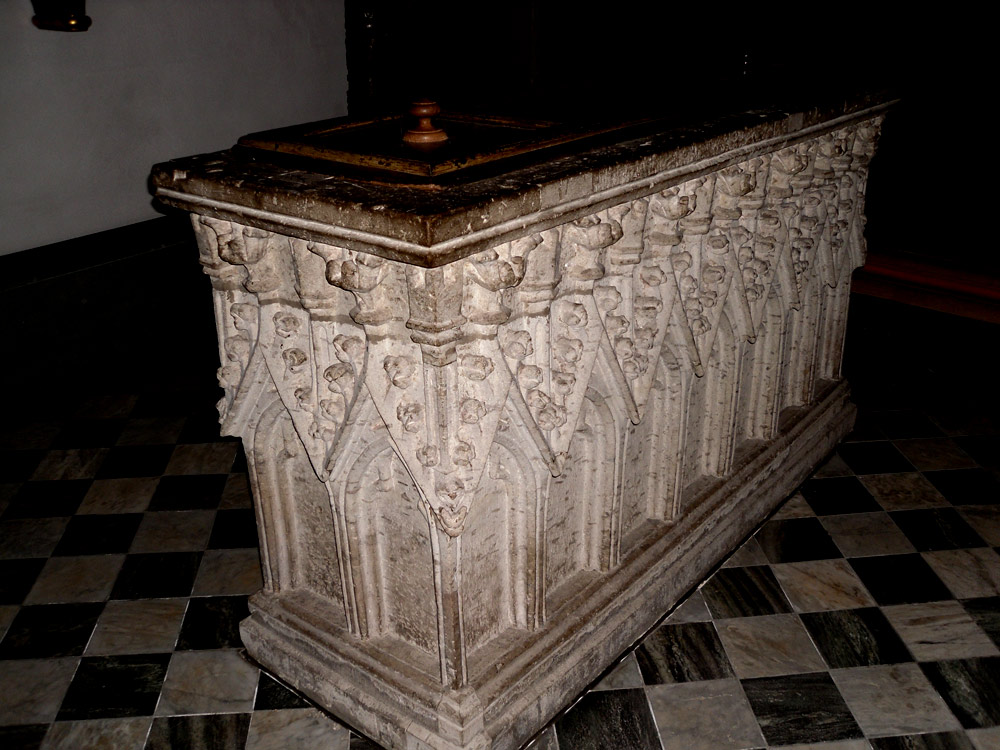
Gerricus-Sarkophag in der Basilika St. Margareta, Düsseldorf-Gerresheim

Gerricus (auch: Gerrich) (* 9. Jahrhundert; † 9. Jahrhundert) war ein fränkischer Edelmann, der im Raum des heutigen Düsseldorfer Ortsteils Gerresheim viel Grund und Boden besaß. Von ihm leitet sich der Ortsname von Gerresheim (ursprünglich: Gerichesheim) her.
Um 870 stiftete Gerricus das Stift Gerresheim, ein Kanonissenstift (Coenobium), als Heimstätte für Damen des Hochadels. Seine angebliche Tochter Regenbirg (auch Regienbierg/Reginberga) als erste Äbtissin ist allerdings ebenso wie sein Verwandter Hathebold, der erste Vogt des Stifts, wahrscheinlich eine Erfindung der Regenbirgischen Urkunde, einer Fälschung aus der Zeit um 1200.
Die Gebeine des Gerricus, der zwar nie seliggesprochen wurde, aber in der katholischen Kirche als Seliger aufgrund seiner Beziehungen zum Papst bezeichnet wurde, befinden sich im Gerricus-Sarkophag aus dem 14. Jahrhundert in der ehemaligen Stiftskirche, der heutigen Basilika St. Margareta. Hierbei handelt es sich um eine hochgotische Tumba, die aus einem einzigen Trachyt-Block gearbeitet und mit umlaufenden Spitzbogenblenden mit Kreuzblumen und zinnenbekrönten Türmchen versehen wurde. Der Sarkophag stand bis in das 17. Jahrhundert in der Pfarrkirche zu Gerresheim, die bis 1892 südlich der Stiftskirche gestanden hat.
Gerricus ist Namensgeber für Apotheken, Hotels, Reisebüros, Sportpokale, Plätze, eine Schule, den Gerresheimer Pfadfinderstamm und einen Krammarkt im Ort. Seit 2018 erscheint vierteljährlich ein Magazin zur Geschichte Gerresheims unter dem Titel „GERRIKUSS“ in Anlehnung an den Gründer, die Schreibweise wurde hier allerdings verändert, um auf die Liebe zum Stadtteil hinzuweisen.